# Орден сестёр Дюны
Орден сестёр Дюны (англ. Sisterhood of Dune) — научно-фантастический роман Брайана Герберта и Кевина Джея Андерсона, вышедший в свет 3 января 2012 года. Это первая книга трилогии «Великие школы Дюны», которая, собственно, является сиквелом цикла «Легенды Дюны». Книга описывает события, которые произошли через 80 лет после событий, описанных в романе «Дюна: Битва за Коррин», в котором люди окончательно одержали победу над армией Омниуса, состоящей из мыслящих машин. Теперь только что зародившимся Ордену Бене Гессерит, ментатам, Сукской школе и Космической гильдии угрожают независимые антитехнологические силы, взявшие власть в свои руки после Батлерианского джихада. Цикл «Великие школы Дюны» является хроникой ранних лет существования этих организаций, которые играют важную роль в «поздних романах» «Дюны».

## Описание
К моменту романа семья Батлер под именем Коррино консолидировала незначительную власть над захваченной людьми Вселенной. Глава семьи Коррино — император Сальвадор — великолепно живёт на планете Салуса Секундус со своим братом и доверенным советником Родериком Коррино (англ. Roderick Corrino), но его контролю над Империей угрожает Менфорд Торондо (англ. Manford Torondo) — народный лидер Батлерианского антитехнологического движения. Демагог Торондо, лишившийся обеих ног от взрыва бомбы десятилетиями ранее, ведёт мастера меча Анари Айдахо (англ. Anari Idaho) и миллионы людей через империю, чтобы освободить человечество от зависимости от удобных технологий, часто используя религиозную паранойю для продвижения своих планов.
Противостоял народному движению недобросовестный делец Джозеф Венпорт (англ. Josef Venport) — правнук трансформированной Нормы Ценвы (англ. Norma Cenva), которая открыла тайну создания гиперпространственных навигаторов и почти монопольно контролирует перемещения в космосе. Получив совет от видоизменённой Нормы и своей жены Сиобы (англ. Cioba), Джозеф организует заговор против своих ещё оставшихся в живых конкурентов и финансирует секретную группу научных исследователей, которые имеют личную неприязнь к батлерианцам и желают спасти и оптимизировать старые кимек-технологии, чтобы поквитаться с Торондо.
Тем временем, на планете Кеплер, герой войны Вориан Атрейдес (англ. Vorian Atreides) пытается спасти своих сограждан от угрозы рабства. Жизнь Атрейдеса была продлена на долгие годы за счёт лечения, которое он получил в молодости. Из-за этого его часто принимали за молодого человека, хотя ему было уже более 200 лет. Попытка добиться имперской защиты для своей планеты увенчалась успехом, но Вориан был отправлен в изгнание Сальвадором и Родериком, которые боялись, что герой джихада может за счёт своей народной славы организовать восстание против их власти.
На планете Ланкивейл (англ. Lankiveil) семья Харконнен влачит жалкое существование вдали от славы их предков, после того, как Вориан Атрейдес отрёкся от дискредитированного Абулурда Харконнена (англ. Abulurd Harkonnen). В то время, как родители решили отказаться от своих амбиций, чтобы выжить и вести скромную жизнь, их двое старших детей — Гриффин и Валя (англ. Griffin and Valya) — стремятся возродить благосостояние своей семьи, служа Ландсрааду и Ордену сестёр на Россаке (англ. Rossak), соответственно.
Другая сюжетная линия повествует об Ордене сестёр Россака, возглавляемом правнучкой Вориана — Преподобной Матерью Раквеллой Берто-Анирул (англ. Raquella Berto-Anirul), которая выжила после отравления, что обеспечило ей память и ментальное присутствие её предков женского пола. Она в пределах своего ранга мешает сочувствующим Батлерианскому джихаду, которые небезосновательно подозревают, что Риквелла и её приближённые используют компьютеры, чтобы управлять своей родословной, которая охватывает огромное количество данных, принадлежащих семьям со всей Империи. Сестра Валя Харконнен (англ. Valya Harkonnen) помогает Раквелле в её деятельности, способствующей возрождению былой славы её семьи, после того, как на Россак прибыла избалованная принцесса Анна Коррино (англ. Anna Corrino) — сестра императора Сальвадора и Родерика, что впоследствии затруднило работу в этом направлении. Анна, которую королевская семья считает досадной проблемой, не проявляет способностей в изучении важных навыков с сёстрами, но вместо этого следует своим ребяческим амбициям и принимает наркотик, который дала ей Раквелла, разработанный, чтобы провести трансформацию на грани смерти и получить новые способности, как это сделала Риквелла. Через нового директора Сукской школы и бывшей сестры Россака доктора Ори Жома (англ. Ori Zhoma) община сестёр также ведёт заговор против Сальвадора, которого они боятся, так как он может быть предком потенциально опасного тирана.
Ментат Гилбертус Олбанс (англ. Gilbertus Albans) пытается поддерживать порядок в своей школе ментатов на планете Лампадас (англ. Lampadas) и скрыть существование своего старого наставника — робота Эразма (англ. Erasmus). Однако Гилбертус оказывается втянутым в кампанию Батлерианского антитехнологического движения из-за фанатизма его самых активных учащихся и негодования Торондо, который заставил Гилбертуса служить ему в качестве особого советника. Гилбертус понимает, что он был втянут в конфронтацию с его лучшим учеником и другом — Драйго (англ. Draigo), который находился на службе у Джозефа Венпорта (англ. Josef Venport) в торгово-перевозочном конгломерате «VenHold». На планете Арракис фремены, которые отказались от лёгкой жизни в арракийских деревнях, продолжают жить и процветать в пустыне, где они сталкиваются со своими врагами и находят разных союзников.

## Отзывы
«Община сестёр Дюны» дебютировала на 23 месте в списке лучших фантастических бестселлеров в твёрдом переплёте «The New York Times». «Publishers Weekly» назвал роман неглубокой, но забавной смесью космической и династической мыльной опер.

## Экранизация
В 2019 году началась работа над телесериалом «Дюна: Пророчество», который основан на этом романе Герберта.